# Ian Bell (Spieleentwickler)
Ian Bell (* 1962 in Hatfield (Hertfordshire)) ist ein britischer Spieleentwickler. Er studierte an der University of Cambridge Mathematik und machte seinen Abschluss im Jahre 1985. 1986 absolvierte er ein Diplom in Informatik. Bell war neben David Braben der Autor des Computerspiels Elite. Auch die Fortsetzungen des Spiels, Elite Plus (1991) und Frontier: Elite 2 (1993), schrieb er mit.
Vor Elite schrieb Bell Free Fall, ein Spiel, welches in einer Coriolis-Raumstation stattfindet, von Bell halb-ernst als erstes Beat ’em up beschrieben. Das BBC-Micro-Spiel Free Fall wurde 1983 von Acornsoft veröffentlicht. Bell veröffentlichte später seine Spiele Free Fall und Elite mit dem Quelltext als Freeware auf seiner Website.
Inzwischen arbeitet er als Senior Software Engineer für Autodesk. Bell war ein Sprecher auf dem 2009 GameCity Videospiel-Festival.